# Kostel svatého Štěpána (Saint-Étienne-du-Rouvray)
Kostel svatého Štěpána (fr. église Saint-Étienne) je katolický farní kostel ve městě Saint-Étienne-du-Rouvray ve Francii. Dne 26. července 2016 došlo v kostele během mše k útoku, při kterém byl zavražděn Jacques Hamel, starý kněz, který zde vypomáhal.

## Popis
Loď kostela pochází ze 16. století a zvonice byla přistavěna v 17. století. Původní chór postavený roku 1619 byl zbořen v roce 1836 a poté nahrazen novým. Vitráže chráněné od roku 1908 jako historická památka byly zničeny při bombardování v roce 1941. Z vybavení kostela je cenná dřevěná soška Panny Marie ze 16. století a plátno ze 17. století.